# 当代島
当代島（とうだいじま）は、千葉県浦安市の大字。現行行政地名は当代島一丁目から当代島三丁目。郵便番号は279-0001。

## 地理
元町地区に属する。浦安市最北部に位置し、主に住宅地として利用される。一丁目に浦安橋、二丁目に浦安市消防団第三分団、三丁目に東京ベイ浦安・市川医療センターが置かれている。東は北栄、西は旧江戸川を挟んで東京都江戸川区東葛西、南は猫実、北は市川市新井 ・島尻と接している。一丁目に隣接した北栄に東京メトロ東西線浦安駅が置かれており、利用されている。

### 地価
住宅地の地価は、2014年（平成26年）1月1日に公表された公示地価によれば、当代島1-12-19の地点で25万7000円/m2となっている。

## 歴史
埋め立て前からの浦安町域内にあたる。

### 地名の由来
鎌倉時代に田中十兵衛がここを開墾したことにより、住みついた住民が当代（自分たちが生まれ育った時代）にできた島であるので「当代島」と名付けたと言われている。また、昔ここに灯台があったからという説もある。 

### 沿革
- 1869年（明治2年） 葛飾県が設置され、同県の管轄となる。
- 1871年（明治4年） 廃藩置県後の府県再編により印旛県葛飾郡当代島村となる。
- 1873年（明治6年） 県の統合により千葉県葛飾郡当代島村となる。
- 1878年（明治11年） 郡区町村編制法により葛飾郡が分割され、東葛飾郡当代島村となる。
- 1889年（明治22年） 東葛飾郡堀江村、猫実村と合併し、東葛飾郡浦安村大字当代島となる。
- 1909年（明治42年）9月1日 町制施行。東葛飾郡浦安町大字当代島となる。
- 1981年（昭和56年）4月1日 市制施行。浦安市大字当代島となる。
- 1981年（昭和56年）10月1日 住居表示施行により、浦安市当代島一丁目～三丁目となる。

## 世帯数と人口
2017年（平成29年）10月31日現在の世帯数と人口は以下の通りである。
| 丁目         | 世帯数    | 人口    |
| ------------ | --------- | ------- |
| 当代島一丁目 | 2,011世帯 | 2,996人 |
| 当代島二丁目 | 2,354世帯 | 4,303人 |
| 当代島三丁目 | 1,240世帯 | 2,227人 |
| 計           | 5,605世帯 | 9,526人 |

## 小・中学校の学区
市立小・中学校に通う場合、学区は以下の通りとなる。
| 丁目         | 番地 | 小学校             | 中学校             |
| ------------ | ---- | ------------------ | ------------------ |
| 当代島一丁目 | 全域 | 浦安市立浦安小学校 | 浦安市立浦安中学校 |
| 当代島二丁目 | 全域 | 浦安市立北部小学校 | 浦安市立浦安中学校 |
| 当代島三丁目 | 全域 | 浦安市立北部小学校 | 浦安市立浦安中学校 |

## 施設
- 当代島公民館
  - 浦安市立中央図書館当代島公民館図書室
- 浦安市立当代島保育園
- 浦安市立青葉幼稚園
- 浦安駅前郵便局
- 東京ベイ浦安・市川医療センター
- 稲荷神社